# Norman Freeman
Norman Douglas Freeman (* 14. November 1931 in Niagara Falls, New York; † 27. Dezember 2021 in Stuart, Florida) war ein US-amerikanischer Regattasegler.

## Werdegang
Norman Freeman wurde 1973 und 1975 US-amerikanischer Meister mit dem Flying Dutchman. 1974 gewann er WM-Silber mit dem Laser und bei den Panamerikanischen Spielen 1975 segelte er mit dem Flying Dutchman zur Bronzemedaille. Bei den Olympischen Spielen 1976 in Montreal belegte er zusammen mit John Mathias den sechsten Platz in der Regatta mit dem Flying Dutchman.
Freeman studierte bis 1953 an der Cornell University und war danach als Rechtsanwalt mit eigener Kanzlei tätig. 2005 wurde er wegen sexuellen Missbrauchs von drei minderjährigen Mädchen zu einer Freiheitsstrafe von sechseinhalb Jahren verurteilt.